# John Jay Jackson junior

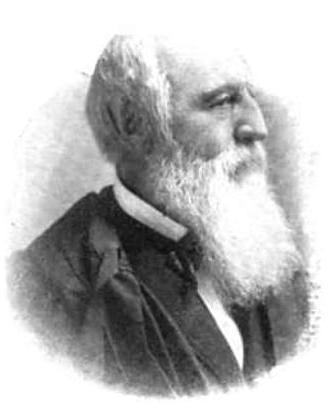
John Jay Jackson junior

John Jay Jackson junior (* 4. August 1824 in Parkersburg, Virginia (heute West Virginia); † 2. September 1907 in Atlantic City, New Jersey) war ein US-amerikanischer Jurist und Politiker (Republikanische Partei).

## Werdegang
John Jay Jackson junior graduierte 1845 an der Princeton University. Er studierte Jura und erhielt 1847 seine Zulassung als Anwalt in Virginia. Jackson war zwischen 1847 und 1848 als niedergelassener Rechtsanwalt in Wirt County tätig. Er war 1848 Staatsanwalt (Prosecuting Attorney) von Wirt County und in den folgenden zwei Jahren Staatsanwalt (Commonwealth Attorney) von Ritchie County. Im Anschluss war er bis 1851 als Rechtsanwalt in Wood County tätig. Jackson entschied sich auch eine politische Laufbahn zu verfolgen. Er war zwischen 1851 und 1855 Mitglied im Abgeordnetenhaus von Virginia. Danach kehrte er nach Parkersburg zurück, wo er bis 1861 seiner Tätigkeit als Rechtsanwalt nachging.
Am 26. Juli 1861 nominierte ihn US-Präsident Abraham Lincoln für einen Sitz am United States District Court for the Western District of Virginia, um dort die Vakanz zu füllen, die durch den Übertritt von John White Brockenbrough zu den Konföderierte Staaten entstand. Jackson wurde am 3. August 1861 durch den US-Senat bestätigt und erhielt am selben Tag seine Ernennung. Zu diesem Zeitpunkt waren Virginia und West Virginia noch ein einziger Staat. Obwohl zu Anfang des Bürgerkrieges der westliche Teil von Virginia die Sezession von Virginia von den Vereinigten Staaten ablehnte, fiel nun dieser Teil von Virginia ab. Dieses Gebiet stimmte größtenteils mit dem existierenden Western District of Virginia überein. West Virginia wurde erst offiziell am 20. Juni 1863 als Staat anerkannt. Durch den Beschluss 13 Stat. 124 wurde am 11. Juni 1864 das United States District Court for the Western District of Virginia zum United States District Court for the District of West Virginia. Die Teile vom Western District, die nicht Teil von West Virginia waren, wurden mit dem Eastern District vereint und formten so einen einzigen District of Virginia. Nach 1864 war John Curtiss Underwood der einzige Bundesrichter in Virginia. Es existierte zwischen 1864 und 1871 kein Western District of Virginia. Alexander Rives war der erste Bundesrichter eines neu geformten Western Districts nach dem Krieg. Jackson wurde dem neu geformten United States District Court for the District of West Virginia zugeteilt. In dieser Position entschied er 1870 zu Gunsten der Ex-Konföderierten in West Virginia, dass ihnen unter dem 15. Zusatzartikel die Berechtigung zu Wählen zugestand. Am 1. Juli 1901 wurde der District of West Virginia unterteilt. Es entstand das United States District Court for the Northern District of West Virginia und das United States District Court for the Southern District of West Virginia. Jackson wurde dem Northern District zugeteilt, wo er bis zu seinem Rücktritt am 15. März 1905 tätig war. Als Folge seiner langen Dienstzeit von 44 Jahren als Bundesrichter war Jackson als „the Iron Judge“ bekannt.

## Familie
John Jay Jackson junior war der Urenkel des Kongressabgeordneten George Jackson (1757–1831) und der Enkel des US-Abgeordneten John George Jackson (1777–1825). Er war der Sohn von Emma G. Beeson (1800–1842) und Brigadegeneral John Jay Jackson senior (1800–1877). Sein Vater nahm 1861 als Delegierter an der sogenannten Wheeling Convention teil, in der die Gründung des Staates West Virginia beschlossen wurde. Seine Brüder waren Jacob B. Jackson (1829–1893), der sechste Gouverneur von West Virginia, und der Abgeordnete im Repräsentantenhaus James M. Jackson (1825–1901). Die Jackson Memorial Fountain in Parkersburg ist der Jackson-Familie gewidmet.